# Exposition féminine de 1895 à Copenhague

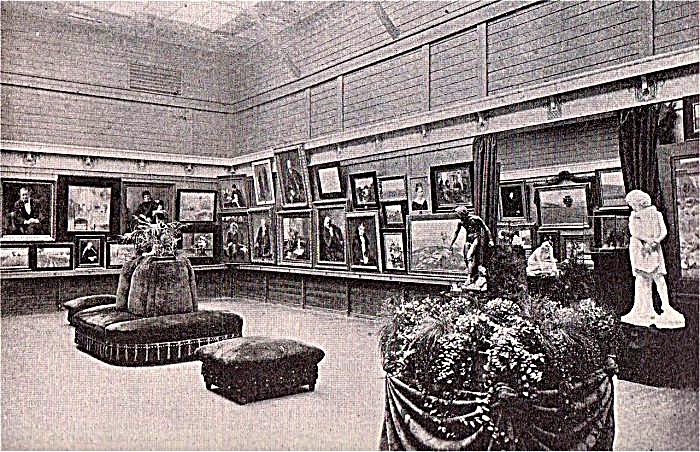
Exposition d'art à l'exposition des femmes.

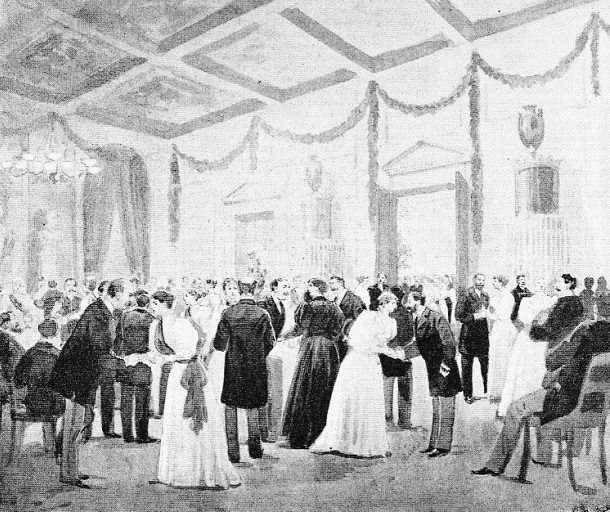
Esquisse de l'exposition des femmes dans Illustreret Tidende.

L'exposition des femmes du passé et des femmes actuelles (danois : Kvindernes Udstilling fra Fortid og Nutid), tenue à Copenhague en 1895, est une exposition d’art et de culture destinée aux femmes des pays nordiques. Inspiré par l’Exposition universelle de 1893 à Chicago, elle est conçue pour démontrer les progrès accomplis par les femmes du monde nordique dans les domaines de l’éducation, de l’emploi et de l’art. Première exposition du genre en Europe, elle est considérée comme un grand succès,.

## Contexte

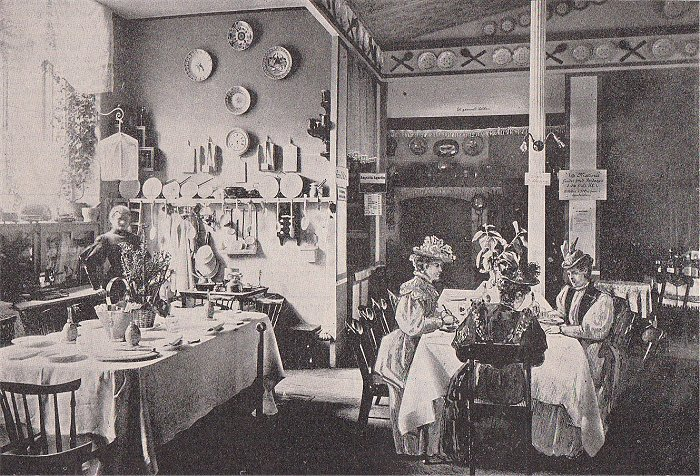
Exposition d'une ancienne et d'une nouvelle exposition.

La Foire mondiale de Chicago de 1893 a impressionné les visiteurs danois avec son Woman's Building (Chicago) contenant des présentations d’art et de littérature. Sophie Oxholm (en) (1848-1935), qui a visité l'exposition, revient visiblement impressionnée par l'exposition, en particulier par le travail de couture à la danoise. À son retour au Danemark, elle réunit un certain nombre de femmes influentes dans le but d'organiser une exposition sur les femmes nordiques l'année suivante. Malgré l'enthousiasme initial, à cause de problèmes de budget et de gestion, il est annoncé en février 1894 que l'exposition ne se tiendrait pas avant 1895,.
Oxholm, qui a du mal à gérer les arrangements, quitte ses fonctions de cheffe du comité de coordination au début de 1895. Elle est remplacée par Bertha Buch de la Société des femmes danoises, mais c'est Emma Gad (1852-1921) qui se révèle être la membre la plus efficace. Nommé vice-présidente, Gad réussit à finaliser tous les arrangements dans les délais. Il s’agit notamment de choisir le site de l’exposition, qui sera finalement partagé entre le bâtiment de l’Industriforeningen (Association industrielle), construit dans le cadre de l’exposition nordique en 1872, et les locaux de Den Frie Udstilling. Il est possible que l'exposition ouvre le 22 juin 1895 en présence de la reine Louise.

## Exposition

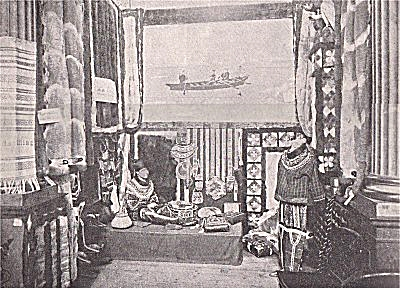
L'exposition sur le Groenland.

Outre des expositions danoises, l'exposition comprend des zones spécifiquement dédiées aux provinces danoises et aux territoires d'outre-mer : îles Féroé, Groenland, Islande et Antilles danoises, ainsi qu'à la Norvège et à la Suède. Il existe des documents sur les 2 415 items exposés portant sur la peinture, les curiosités (y compris des articles associés aux femmes célèbres), les objets d'artisanat, les costumes, les bijoux (y compris des objets en or et en argent), la littérature (manuscrits, revues et livres) et les appareils ménagers. Il existe également des listes séparées d’objets relatifs à l’entretien ménager, à la philanthropie, à l’hygiène, à l’éducation, à l’artisanat ménager (filature et tissage, cuir, bois, broderie, peinture sur soie), à la musique et aux arts.
Pour le bâtiment de Den Frie Udstilling, un inventaire séparé de 301 œuvres d'art, peintures et sculptures sont répertoriées par artiste.

## Organisateurs clés
Sophie Oxholm et surtout Emma Gad jouent un rôle déterminant dans l'organisation de l'exposition.

## Résultat
L'exposition des femmes est un grand succès. Non seulement, elle est appréciée au Danemark et au-delà, mais elle permet également de réaliser des bénéfices substantiels. Gad espère que cet argent pourra être utilisé pour un « Bâtiment des femmes » indépendant (Kvindernes Bygning) avec une salle de réunion, une salle de lecture, un restaurant et un hébergement pour les femmes des provinces. Les travaux du bâtiment ne commencent qu’en 1929 pour être achevés en 1937.

## Exposants
Des œuvres des artistes suivantes sont incluses dans l'exposition :

### Sculptrices
- Elna Borch
- Henriette Diderichsen
- Agnes Lunn (en)
- Anne Marie Carl-Nielsen
- Johanne Pedersen-Dan (en)
- Nielsine Petersen (en)
- Adelgunde Vogt

### Compositrices
- Johanne Amalie Fenger
- Nanna Liebmann
- Elisabeth Meyer
- Tekla Griebel-Wandall

### Peintres
- Anna Ancher
- Marie Bang
- Ville Bang
- Brita Barnekow
- Louise Bonfils
- Alfrida Baadsgaard
- Clara Carl
- Anthonore Christensen (en)
- Augusta Dohlmann
- Charlotte Frimodt
- Johanne Frimodt
- Henriette Hahn-Brinckmann (en)
- Ane Marie Hansen
- Marie Henriques (en)
- Sophie Holten
- Susette Holten (en)
- Elise Konstantin-Hansen (en)
- Johanne Cathrine Krebs (en)
- Birgitte Levison
- Marie Luplau
- Augusta Læssøe
- Emma Løffler
- Emma Meyer
- Jenny Meyer
- Emilie Mundt
- Bertha Nathanielsen
- Dagmar Olrik
- Anna Petersen (en)
- Marie Preetzmann
- Louise Ravn-Hansen (en)
- Holga Reinhard
- Marie Sandholt (en)
- Charlotte Sannom
- Laura Sarauw
- Elisabeth Schiøtt
- Ida Schiøttz-Jensen
- Mimi Schwartzkopf
- Anna Smidth
- Olga Smith
- Edma Stage (en)
- Emma Thomsen (en)
- Emmy Thornam
- Ludovica Thorman (en)
- Elisabeth Tornøe
- Nicoline Tuxen (en)
- Elisabeth Wandel (en)
- Bertha Wegmann